# Philodromus pulchellus
Philodromus pulchellus là một loài nhện trong họ Philodromidae.
Loài này thuộc chi Philodromus. Philodromus pulchellus được Hippolyte Lucas miêu tả năm 1846.